# Општина Баточина
Општина Баточина је општина у Шумадијском округу у централном делу Републике Србије. По подацима из 2004. општина заузима површину од 141 km² (од чега на пољопривредну површину отпада 10.474 ha, а на шумску 2.734,8 ha), по чему заузима шесто место у округу.
Центар општине је градско насеље Баточина. Општина Баточина се састоји од 11 насеља. Према подацима са последњег пописа 2022. године у општини је живело 10.162 становника (према попису из 2011. било је 11.760 становника).

## Географија
Територија баточинске општине се налази у средишњем делу Србије. Она је смештена у источном пределу Шумадије и захвата углавном сливно подручје доњег тока Лепенице са делом крајње југозападне стране Доњовеликоморавске котлине.
Варошица Баточина је административно средиште општине, налази се у северном делу општинске територије. Већи део насеља смештен је на левој обали Лепенице. На левој страни Лепенице су осам крајева Баточине, а на десној три.
Општина Баточина се граничи са севера и североистока лаповачком, истока свилајначком, југоистока јагодинском, југозапада и запада крагујевачком и са запада и северозапада рачанском општином. Укупна дужина границе општине Баточина износи око 59 km. Најкраћа је источна према општини Свилајнац, а најдужа према крагујевачкој општини, 20 km.

### Клима
У Баточини влада умерено-континентална клима.
- Најхладнији месец — јануар -1 °C
- Најтоплији месец — јул +22 °C
- Просечна годишња температура +11.5 °C
- Највлажнији месец — децембар — влажност 79%
- Најсувљи месец — септембар — влажност 39%
- Просечна годишња количина падавина 550
- Дани са температуром преко 25 °C — 92
- Број ледених дана (испод нуле) — 96
- Број дана под снегом — 34 (највише јануар)
- Највише падавина — јун — просек 83
- Најмање падавина — фебруар — просек 32
- Просечан број сунчаних сати — 5.5 h/дан
- Најмањи број сунчаних сати — децембар 2.1 h/дан
- Највећи број сунчаних сати — јун 8.8 h/дан[4]

### Хидрографија
Кроз територију општине Баточина пролазе две реке: Велика Морава и Лепенице. Велика Морава је типична равничарска река. Тече 7,5 km кроз село Брзан.
Лепеница је лева притока Велике Мораве. Извире на Гледићким планинама, а дужина тока је 48 km. Раније је дужина тока износила 60 km јер је Лепеница текла упоредо са током Мораве поред Лапова и Марковца. Међутим, од велике поплаве 1897. године, она је код Рогота скренула ток према истоку. Тиме је скратила првобитни ток за 12 km. Лепеница је сиромашна водом, али ипак спада у ред већих река у Шумадији. Са леве стране на територији општине прима следеће потоке: Црнокалски, Синорски, Павлишки и Бачеварски, а десне стране: Кијевски (са притоком Доброводички поток), Стражевички, Прњаворски под именом Раљевац и Рогачки поток.

#### Поплаве
Баточинска општина је увек имала невоље са изливањем Лепенице. Лепеница је у Крагујевцу 1825. однела чак и мост између кнежева конака и саборне цркве. Сам Кнез Милош овако описује те поплаве: 
| „ | Реке су наше не само марву у пољу находећу се, жита по широким равницама, около река, и људе у близости нашавше се, поодносила, но и куће које су подалеко од река одстојале са свим људством поодносиле, брда у пропаст срушиле, а читаве воћњаке из земље почупале и однеле. | ” |

Те су се поплаве понављале врло често, нарочито у периоду 1828–1830, када се разливена вода ледила. Зато су се Крагујевчани 1855. године договарали о регулацији Лепенице. Нарочито је Лепеница велику штету направила 1864. године. Највише погођени Баточинци су зато тражили пресељење са водоплавног земљишта. Молба им је без поговора услишена.
Једна од страшних поплава је била и 1897. године, када је Лепеница напустила своје корито преко Лапова и Марковца и пробила себи нови ток право у Велику Мораву, како и данас тече. Баточина је тражила после ове поплаве да се ток Лепенице регулише, али то није урађено. Због тога је уследила нова поплава 1910. године, када је Лепеница однела неколико живота.
У периоду између два светска рата, већа поплава била је 1926. године када се због надошле Ждраљице и Бресничког потока излила Лепеница. До изливања је дошло у доњем току реке због узаног корита. Пруга је уништена на неколико места, а Баточина је била поплављена. Срушене су многе куће у насељу, а велики број је напукао. Путнички и железнички саобраћај је заустављен, а бујица је код Баточине однела шине. Аутомобил, који је са поштом и новинама кренуо ка Крагујевцу, заглавио се код Жировнице. Поплава је нанела велику штету. Пут Крагујевац – Баточина и пруга били су оштећени. Чишћење блата кулуком је трајало 17 дана, док је за поправку пруге било потребно још више времена.
У Баточини је 16. фебруара 1929. године одржана конференција, која се бавила регулацијом тока Лепенице. На скупу се говорило о штети, коју ова река наноси приликом изливања и да је регулација неопходна. Земљорадници сами нису то могли да ураде, јер су били задужени због неродних година, па су послали захтев држави да то учини. Само три месеца касније, догодила се још једна у низу великих поплава. Због обилних падавина, које су биле 15. и 16. маја 1929. године Лепеница је поплавила сва места између Баточине и Крагујевца. цело Лепеничко поље било је поплављено, страдали су усеви, а штета је била велика. Услед обилних киша, 18. маја 1932. године, излила се река у Крагујевцу и поплавила део града као и пут Крагујевац – Баточина, чиме је, трећи пут за 6 година, саобраћај био онемогућен
Последња велика поплава је била у јулу 1999. године. Поплављено је било преко 1250 домаћинства, а две особе у Бадњевцу су изгубиле живот.

### Земљиште
Дејством разних фактора створени су разноврсни типови и подтипови тла на релативно малом простору територије баточинске општине. На њихов размештај од великог утицаја су били рељеф и геолошки састав подлоге и климатске прилике. У долинским равнима Лепенице и Велике Мораве и њихових већих притока заступљен је алувијум, на терасама и нижем побрђу јавља се местимично смоница, а на вишем побрђу апсолутно преовлађују гајњаче.

### Биљни покривач и животињски свет
О природној вегетацији овог подручја постоје бројна забележена сведочанства путописаца, који су се у турско време кретала кроз Шумадију. Они су писали о густим, углавном храстовим шумама. Овакав вегетациони покривач је нарочито био карактеристичан после пада Србије 1459. године, када је становништво било захваћено сеобама, а већи део Србије опустео и зарастао у густу шуму. Познати путописац Стефан Герлах је 1578. године описао Шумадију као „густу и непроходну шуму све самих храстова“. Џон Бурбури путујући кроз моравске крајеве 1664.1665 године записао да је „таква пустош да за читав дан једва видети по једно село“.
И француски путописац Сен Прист 1767. је на путу од Београда до Цариграда видео све саме шуме, а између (Смедеревске) Паланке и Баточине „не види никаквог трага обделавања“. По Јовану Цвијићу Шумадија је до прве трећине 19. века века највећим делом била покривена шумама, углавном храстовим. Оне су представљале „главну природну тврђаву“ у оба српска устанка почетком 19. века.
Данашњи пејзаж баточинске општине почео се обликовати још у првој деценији 19. века. Због великог крчења у XIX и првој половини 20. века, шуме су се углавном задржале на вишим деловима и стрмим косама и јаругама. Очуван је шумски комплекс Рогот, површине око 365 ha на територији Брзана, Доброводице и Баточине. Од шумских култура лишћари су заступљени багремом и тополом, а четинари црним и белим бором, смрчом, јелом, и др.
Животињски свет шуме чине инсекти (мрав, разни лептири и др.), водоземци и гмизавци (корњача, змија и др), сисари (зец, јеж, лисица и др.) и птице (сова, детлић, орао, сврака и др).

## Насеља
На територији баточинске општине, поред варошице и села Баточине налази се и десет сеоских насеља, а формирано је и регистровано дванаест месних заједница. На десној обали реке Лепенице смештена су села Прњавор, Кијево, Жировница, Доброводица, и Брзан, а на левој су Милатовац, Никшић, Бадњевац, Градац и Црни Као, док су варош и село Баточина са обе стране реке Лепенице.
У општини Баточина има 11 насеља
| - Бадњевац - Баточина - Брзан - Градац - Доброводица - Жировница | - Кијево - Милатовац - Никшић - Прњавор - Црни Као |

Највећа насеља по броју становника су Баточина са 5.804, Брзан са 1.754 и Бадњевац са 1.084 становника. Најмања насеља су Прњавор са 166 и Никшић са 176 становника. Територијално највеће насеље је Брзан, а најмања су Милатовац и Никшић.
Административни центар општине је варошица Баточина. Смештена је на обалама реке Лепенице, на надморској висини од 102 м. Налази се на око 120 km југоисточно од Београда, 125 km северно од Ниша и 26 km северозападно од Крагујевца. Кроз Баточину пролази магистрални пут Баточина-Крагујевац-Краљево-Чачак и железничка пруга Лапово-Крагујевац-Краљево.

## Историја

### Легенда
О оснивању Баточине записане су две легенде о којима је писао Никодије Спасић у свом делу Лепеничка предања. По првој легенди, на брду Стражевици се налазило утврђење које је бранило земљу од упада туђинаца. У неповољним временима, у којима су се дешавала чудеса, многе страначке војске су ту нашле смрт. Бат коњских копита који је одјекивао по камењу и чуо се дању и ноћу у равнини, дао је име насељу Баточина. Друга легенда каже да су кише и пљускови стално плавили земљу око реке Лепенице. Изливањем, река је разносила блатне талоге претварајући читаво подручје у мочвару. Због таквог изгледа земљишта, то место је названо Блатина или Блаточина. Када су ту почеле да се граде куће, усталило се име Баточина.

### Праисторија
У општина Баточина, код села Градац, у пећини испод Јерининог брда откривено је једно врло значајно палеолитско налазиште. Судећи по костима које су пронађене, као и алаткама од камена, људи овог насеља су били номади и бавили су се ловом. Такође је значајно и винчанско насеље у истом селу. Откривене су керамика, камене секире и оруђе од камена. У истом селу овог пута на брду Стражевица пронађена је неолитска секира од зеленог камена. Поред налазишта у Грацу, у баточинској околини постоје налазишта у Бадњевцу, Доброводици и Жировници.
Налазишта бронзаног доба су пронађена у Брзану и Бадњевцу, а свакако најзначајније налазиште је у Жировници. Потиче највероватније из трако-кимерског периода. Налаз од девет наочарастих фибула, спирално увијене наруквице, две огрлице, две украсне плоче се везује за гроб неког угледног домороца.

### Римско доба
У римско доба овај део се налазио у саставу провинције Мезије, која је била житница Римског царства. У непосредној близини протезао се један од кракова римског војног пута Via militaris. Становништво је било углавном аутохтоно: Илири, Трачани и Келти. Поред пута који води од Баточине ка Доброводици пронађени су комади керамике, римски новац и мала бронзана фигура.

### Средњи век
Крајеви у долини Лепенице дошли под српску власт за време владавине Стефана Немање. Они су признати српској држави након Битке на Морави 1190, када је, упркос поразу од византијског цара Исака II Анђела у овој бици, Немања задржао велики број освојених територија, укључујући и област Лепенице.

### Оснивање Баточине
До скора је домаћа историографија истицала да се Баточина први пут помиње у првом турском попису 1476. године. Чувени турски путописац Евлија Челебија записао је да је оснивач Баточине смедеревски бег Гази Бали. Међутим, 2015. године др Александар Крстић, научни сарадник на Историјском институту је објавио рад под називом „Деспот Стефан Лазаревић и Баточина”, у којем се налази и писмо које је Стефан Лазаревић упутио Стефану Реметском, свом представнику на поседу у Сатмарској жупанији, у Угарској.
Написано је у Баточини, како се наводи у писму: „…у прву среду после Духова”, без навођења конкретног датума и године настанка. Деспот Стефан је добио властелинства у Сатмарској жупанији 1411. године, а Стефан Реметски је умро, највероватније, 1421. године, те се настанак овог писма може сместити у временском периоду од једне деценије (1411 – 1420/21). Аутор у раду закључује: Са сигурношћу може се тврдити да је Баточина постојала и пре доласка Турака и да је успела да остане и након османског освајања Србије.
Не зна се да ли је у Баточини, у то време, постојао било какав објекат резиденцијалног типа у коме је деспот Стефан одседао. Међутим, имајући у виду њен географски и саобраћајни положај, највероватније је Баточина имала статус трга, у првој половини 15. века.

### Турска владавина
У попису из 1476. године, Баточина има 25 кућа, а крајем двадесетих година шеснаестог века има 66 кућа. Шездесетих година број муслиманских кућа се пење на дванаест док је хришћанских само пет. У овом периоду са порастом муслиманског становништва саграђена је и џамија. Синан паша је 1593. године прогласио за паланку.
Ево како су путописци XVII века видели ближу и даљу околину Лепенице. Један Француз 1621. године од Колара до Јагодине само је запазио и записао у свој дневник непрегледне шуме. У Јагодини је нашао само Турке, док су у Баточини живели хришћани сељаци. Путописац Кикле 1658. године каже да Баточина има леп Бали Хаџи-Ахметов хан и једну џамију. Неколико година касније, прошао је турски путописац Евлија Челебија, и 1660. је посетио Баточину. Он каже да је Баточину основао Бали-бег Смедеревски, а место богословио Сулејман I Величанствени. Не наводи зашто је то урадио турски цар, да ли је место богословио као калифа — верски поглавар или је то учинио стога што му се место по нечему свидело. Ако је тачан овај податак онда оснивање Баточине пада 1475. године, нешто мало пре турског пописа 1478. године. Евлија Челебија место назива градом, обима око 800 корака. У град се улази кроз једну капију и у њему стражари 50 војника са једним диздаром (заповедником). Он још каже да у Баточини има више сиротињских кућа, једна џамија, један нови хан и неколико дућана.
После неуспеле Опсаде Беча 1683. године Турци су изгубили поседе у Угарској и Србији. У Великом турском рату Гроф Лудвиг Баденски је у бици код Баточине која се одиграла 29 и 30. августа 1689. године савладао војску турског сераскера Реџеп-паше. Баточина је била на главном правцу турског повлачења и аустријског наступања 1689. године. Прешавши са десне на леву обалу Мораве код Грабовца, аустријска војска је разбила мање одреде турске војске испод Марковца и преко Лапова наступила према Баточини. Збуњени, Турци су напустили Баточину, оставивши много војног материјала. Овладавши овом значајном раскрсницом путева, Аустријанци су се ту лепо одморили, упутили разглас Србима да је дошао час ослобођења и кренули даље на југ. Након Пожаревачког мира ови крајеви потпадају под власт Аустрије.
Сеоба Срба 1690. године оставила је пуста села у атару данашње баточинске општине. Турски попис 1739/41. године нам доноси податке да је била жива само Баточина са 80 турских и 11 српских кућа. Такође је наглашено да Баточинци обрађују пусте њиве у Турчину и Бадњевцу. Сва остала села: Бадњевац, Градац, Грнчарица, Кијево, Милатовац, Турчин и Црни Као су била пуста. У списку се налазе и два манастира посвећена Светом Николи. Један се налази у селу Грнчарица (данашњи Прњавор), а други у селу Турчину (данашња Горња Баточина). То су манастири Грнчарица и манастир Сурчинак, од кога су сад у Горњој Баточини једва видљиви трагови.

### Борбе против Турака
Повратак Турака 1739. године донео је освету и веће намете, што је стварало нерасположење у народу и напокон довело до Кочине крајине. Коча Анђелковић је са својим одредом ушао у Баточину без отпора 1788. године. У аустријским документима о Кочиној крајини налазимо податке и које учествовао из села око Баточине. Из Брзана су се борили Тодор Гавриловић, Дмитар Марковић, Радиша Милићевић, Јован Глигоријевић и Василије Савин. Из Градца Стојан Седларевић, Никола Сретеновић и Иван Павловић а и из Кијева Михаило Петковић. Свакако је било и других учесника у овом рату из села баточинске општине, али у списковима су сачувана само ова наведена имена. Миром у Свиштову 1791. године, Турци поново запоседају ове крајеве.
Баточина је поново ослобођена у Првом српском устанку. Устаници предвођени Карађорђем су успели да ослободе Баточину 1804. године. У бици код Баточине погинуло је 400 Турака. Пред битку је забележен говор Карађорђа устаницима:
| „ | Немојте пуцати докле моја пушка не пукне. Не бојте се Турака је мало, а нас је много, они се бију за господство а ми за Слободу да можемо данути душом. | ” |

На првом попису након завршетка Другог српског устанка 1818, Баточина је имала 51. домаћинство са 119 харачких глава. Последња турска породица иселила се 1832. године. Кнез Милош Обреновић је 1825. године саградио конак који је касније претворен у основну школу. Аустријски Капетан Франц Кајзер у свом путопису из 1837. године пише да Варош Баточине има 300 кућа. У месту постоји црква и школа. Године 1838. баточинска школа има осам ученика, а 1847. десет. У Српско-турском рату (1876–1878) учествовало је 206 бораца из Баточине, а њих 16 је погинуло. Убрзани развој условљава да је Баточина 21. септембра 1872. године проглашена за варош. Деведесетих година деветнаестог века у Баточини се отвара женска школа, а прва књижница отворена је 1890. године. Почетком 20. века Баточина има 1447 становника.

### Модерно доба
Лепеничани су учествовали у ратовима од 1912–1918. Из Баточине је било 136 погинулих, и још толико из осталих села данашње баточинске општине. Један од одлучујућих окршаја за овладавање Поморављем одиграо се баш у Лапову, Баточини и Брзану. Немачка артиљерија је била посела косу у Гложану преко Мораве, затим лаповски Гвоздењак и Шавац, а српски последњи заштитни ров је био у Брзану, један километар више Рогота. Приликом одступања наше војске 1915. дошло је до борбе у Градцу и околини. Пета шумадијска дивизија бранила је правац Градац — десна обала Лепенице — Стражевица. Српској војсци ишло је наруку и надошла Лепеница. Јединица је разрушила мост у селу као што је то учињено и са осталим мостовима на Лепеници, али у јаким тродневним борбама непријатељска војска потпомогнута снажном артиљеријом оспособила је мост, прешла преко њега и овладала Стражевицом. Пошто је изгубила важно стратегијско место, војска је наставила да се повлачи ка југу.

### Међуратни период
Баточина је између два светска рата привредно ојачала. У том периоду је 1928. добила je водовод, a иницијативу за изградњу дао је тадашњи председник општине Давид Милошевић. Држава је дала помоћ у износу од 125.000 динара, а остало је финансирала општина. Резервоар се налазио на Црвеном брегу, а одатле је вода ишла кроз 10 цеви које је водила до 10 чесама. Године 1940. добила је електрично осветљење. Од 1929. до 1941. године Баточина је била део Дунавске бановине. Дунавска бановина је била управна јединица Краљевине Југославије успостављена Законом о називу и подели Краљевине на управна подручја од 3. октобра 1929. године који је донео краљ Александар I Карађорђевић. Административно седиште бановине био је Нови Сад.

### Други светски рат
Бомбардовањем Београда почео је Други светски рат у Југославији. Већ 11. априла Немачка војска заузела је Крагујевац, а после 2 дана и Лапово, па је тако читава Шумадија окупирана од стране Немаца. Подручје Шумадије, Поморавља и Баната запосела је 714 немачка дивизија. У самој Баточини је била распоређена једна мања немачка јединица. Један део војних обвезника који није био заробљен у Априлском рату транспортован је у Немачку.
Четвртог јула 1941. године на позив Комунистичке партије Југославије избио је устанак у Србији. Три дана након тога формира се Други шумадијски партизански одред чији је командант био Богосав Марковић. Недуго затим, 12. јула формиран је Крагујевачки одред чије је задатак био да спречава саобраћај на прузи Лапово — Краљево и на путевима који су водили из Крагујевца према Лапову, Јагодини, Краљеву и Горњем Милановцу. Крајем јула је формирана трећа чета крагујевачког одреда која је формирана од људи из села Доње Лепенице. Они су изазивали низ инцидената на прузи Лапово — Краљево. Један од њих био је судар возова код Градца када је погинуло 9, а рањено 30 немачких војника.
Ова чета је преузела на себе задатак да ликвидира Марисава Петровића љотићевског првака из Градца. Покушај атентата је изведен на железничкој станици, на њега је бачена бомба, али је он рањен и остао је жив. На њега је покушан још један атентат, али се и он завршио безуспешно. Након тога он у септембру бежи у Смедерево где формира V добровољачки одред, а он сам је изабран за команданта тог одреда. Убрзо напушта Смедерево и са одредом се стационира у Крагујевцу. Управо овај одред под заповедништвом Марисава Петровића помагао је Немцима приликом извршавања Крагујевачког масакра 21. октобра 1941. године.
Након одласка партизанских одреда из Шумадије, почиње јаче да се развија четнички покрет. Тако је између Лапова и Крагујевца организована III крагујевачка четничка бригада, а у баточинским селима појављивао се и II батаљон. Четничке трупе које су на овом простору биле до 1944. сукобљавале су се љотићевским и недићевским одредима, а такође су надзирале терен и ликвидирале убачене партизанске симпатизере.
Почетком октобра из правца Ваљева и Аранђеловца почеле су да продиру јединице НОВЈ. Дванаестог октобра почео је напад на немачке положаје који су се налазили у Лапову. Пред снажним налетима јединица Црвене армије и НОВЈ Немци су били принуђени да се повуку према Крагујевцу. Тако је 14. октобра ослобођена Баточина а након тога и остала села у Баточинској општини.
Након Другог светског рата почео је индустријски развој. У вароши су биле развијене аутомобилска индустрија, текстилна индустрија и грађевинска индустрија.
У данашњем облику Општина Баточина је настала 3. августа 1991. године. Дан Општине се слави 21. септембра.

## Демографија
У општини Баточина живи 11.760 становника. Општина је великим делом насељено Србима (према попису из 2011. године).

### Национални састав становништва општине по попису 2011. године
| Етнички састав према попису из 2011.‍ | Етнички састав према попису из 2011.‍ | Етнички састав према попису из 2011.‍ | Етнички састав према попису из 2011.‍ | Етнички састав према попису из 2011.‍ |
| ------------------------------------ | ------------------------------------ | ------------------------------------ | ------------------------------------ | ------------------------------------ |
|                                      |                                      |                                      |                                      |                                      |
| Срби                                 | Срби                                 |                                      | 11.514                               | 97,90%                               |
| Роми                                 | Роми                                 |                                      | 55                                   | 0,46%                                |
| Македонци                            | Македонци                            |                                      | 27                                   | 0,22%                                |
| Црногорци                            | Црногорци                            |                                      | 18                                   | 0,15%                                |
| Југословени                          | Југословени                          |                                      | 9                                    | 0,07%                                |
| Албанци                              | Албанци                              |                                      | 7                                    | 0,05%                                |
| Хрвати                               | Хрвати                               |                                      | 6                                    | 0,05%                                |
| Словаци                              | Словаци                              |                                      | 3                                    | 0,02%                                |
| Руси                                 | Руси                                 |                                      | 3                                    | 0,02%                                |
| Муслимани                            | Муслимани                            |                                      | 2                                    | 0,05%                                |
| Румуни                               | Румуни                               |                                      | 2                                    | 0,01%                                |
| Немци                                | Немци                                |                                      | 2                                    | 0,01%                                |
| Мађари                               | Мађари                               |                                      | 1                                    | 0,01%                                |
| Бугари                               | Бугари                               |                                      | 1                                    | 0,01%                                |
| остали                               | остали                               |                                      | 9                                    | 0,07%                                |
| регионална припадност                | регионална припадност                |                                      | 3                                    | 0,02%                                |
| неизјашњени                          | неизјашњени                          |                                      | 74                                   | 0,62%                                |
| непознато                            | непознато                            |                                      | 24                                   | 0,20%                                |
| укупно: 11.760                       |                                      |                                      |                                      |                                      |

### Верски састав становништва општине по попису 2011. године
| Верски састав‍       | Верски састав‍       | Верски састав‍ | Верски састав‍ | Верски састав‍ |
| ------------------- | ------------------- | ------------- | ------------- | ------------- |
|                     |                     |               |               |               |
| Православци         | Православци         |               | 11.560        | 98,30%        |
| Католици            | Католици            |               | 18            | 0,15%         |
| Муслимани           | Муслимани           |               | 8             | 0,07%         |
| Протестанти         | Протестанти         |               | 2             | 0,02%         |
| атеисти и агностици | атеисти и агностици |               | 16            | 0,14%         |
| остали              | остали              |               | 2             | 0,02%         |
| неизјашњени         | неизјашњени         |               | 92            | 0,78%         |
| непознато           | непознато           |               | 24            | 0,20%         |

### Национални састав становништва општине по попису 1981. године
Са Лаповом које је тада било у саставу општине Баточина било је 23.083 становника. У табели је приказан број становника када се одузме 9631 који је живео у Лапову.
| Етнички састав према попису из 2011.‍ | Етнички састав према попису из 2011.‍ | Етнички састав према попису из 2011.‍ | Етнички састав према попису из 2011.‍ | Етнички састав према попису из 2011.‍ |
| ------------------------------------ | ------------------------------------ | ------------------------------------ | ------------------------------------ | ------------------------------------ |
|                                      |                                      |                                      |                                      |                                      |
| Срби                                 | Срби                                 |                                      | 13.158                               | 97,81%                               |
| Црногорци                            | Црногорци                            |                                      | 82                                   | 0,61%                                |
| Југословени                          | Југословени                          |                                      | 55                                   | 0,41%                                |
| Роми                                 | Роми                                 |                                      | 26                                   | 0,19%                                |
| Македонци                            | Македонци                            |                                      | 24                                   | 0,18%                                |
| Муслимани                            | Муслимани                            |                                      | 16                                   | 0,15%                                |
| Хрвати                               | Хрвати                               |                                      | 16                                   | 0,12%                                |
| Албанци                              | Албанци                              |                                      | 4                                    | 0,03%                                |
| Мађари                               | Мађари                               |                                      | 2                                    | 0,01%                                |
| Словенци                             | Словенци                             |                                      | 2                                    | 0,01%                                |
| укупно: 13.452                       |                                      |                                      |                                      |                                      |

## Становништво
Целокупно становништво баточинске општине је досељеничко. Оно је досељено кроз шест периода досељавања. Први период досељавања по Т. Радивојевићу, трајао је од 1690. до 1736. године. У овом периоду се доселило 11 родова. У другом периоду досељавања која су почела после Друге сеобе Срба и трајала педесет година (1737–1787) доселио се 21 род. Трећи период досељавања који је трајао 15 година, почео је Кочином крајином и трајао је до 1803. године, а био је проузрокован сређенијим приликама у Београдском пашалуку након Свиштовског мира 1791. године. Тада је досељено 95 родова.
Четврти период представља једно од најинтензивнијих досељавања у насеља баточинске општине. Он је временски најкраћи, а трајао је од 1804. до 1813. године. У ослобођену Шумадију је становништво долазило углавном из јужних моравских крајева, Косова и Тимока. Међутим, крајем 1813, због бојазни и гнева Турака, један број досељеника је напустио Баточину и отишао преко Саве у Срем, да би се после Другог српског устанка већина вратила. Пети период је почео после 1815. и наставио се до краја Првог светског рата. У овом периоду, који је трајао стотинак година, настањено је преко 232 породице.
Период између два светска рата карактерише силажење становништва из баточинских села и околине у варошицу и досељавање занатско-трговачког елемента из моравских крајева. Период после Другог светског рата одликује се исељавање сеоског становништва у градове у првом реду у варошицу Баточину. Друштвено-економски развој варошице Баточине у овом периоду утицао је на досељавање радника из удаљенијих места. Тако су печалбари из Пиротског Шоплука дошли у Баточину и остали на раду обављајући занате. Од 1980-их година велики број људи из Сиринићке Жупе је дошао у ове крајеве.

## Привреда
Основне гране привреде у баточинској општини су: пољопривреда, индустрија, занатство, трговина, саобраћај, туризам и угоститељство.

### Пољопривреда
Пољопривреда баточинске општине има веома значајну улогу у њеној свеукупној привреди. Она је водећа привредна грана по обиму производње и учешћа у укупном националном дохотку, као и по запослености локалног становништва.
На релативно малој површини територије баточинске општине могу се издвојити следећи рејони:
1. ратарско-повртарски,
2. ратарско-воћарски регион, и
3. воћарско-ливадско-сточарско-шумски регион.

Ратарско-повртарски регион обухвата површине највећег дела општинске територије речних долина Лепенице и њених притока и Велике Мораве. Ратарско-воћарском рејону припадају углавном виши делови падинских површина.
Воћарско-ливадско-сточарско-шумски рејон налази се у средишњем и јужном делу територије баточинске општине у планинском подручју са већим нагибом терена.

#### Сточарство
Сточарство је најзначајнија грана производње у пољопривреди баточинске општине. Сточарство је најтраженији део пољопривреде, јер њени производи (месо, маст, млеко, јаја) спадају у главне прехрамбене производе становништва. Сељак ситног пољопривредног газдинства у баточинској општини је сваштар, гаји више врста стоке. Гаји говеда, свиње, овце, коње и живину, а један број газдинства држи и пчеле.

### Индустрија
Развитак саобраћаја је био важан фактор да би се развила индустрија. Баточина је 1886. године железничком пругом спојена са Лаповом и Крагујевцом. Управо је близина Крагујевца допринела убрзаном развоју индустрије. Инвестициона улагања у изградњу индустријских објеката и спровођење мера за повећање производности рада, омогућили су да Баточина у релативно кратком временском периоду оствари напредак, нарочито после осамдесетих година 20. века.
Распад Социјалистичке Федеративне Републике Југославије, увођење санкција, бомбардовање СРЈ и економска криза тешко су погодиле баточинску индустрију, с обзиром да је производња неких њених предузећа била везана за Заводе Црвена застава у Крагујевцу, као и извоз на инострана тржишта. Производња је нагло пала, а процес приватизације се споро одвијао. Сем тога, и недостатак обртних средстава успорава оживљавање производње у баточинским индустријским предузећима.

### Саобраћај
Повољност саобраћајно-географског положаја баточинске општине умногоме је допринела развоју саобраћаја. Пуштање у саобраћај железничке пруге 1887. године на релацији Лапово-Крагујевац, битно је утицало на развој друмског саобраћаја. У близини Баточине је и железнички чвор у Лапову који повезује важне међународне и магистралне железничке линије. Такође у близини је и савремени ауто-пут Београд-Ниш (део E75), од кога се одваја магистрални путни правац Баточина-Крагујевац. Захваљујући железничком и друмском саобраћају, Баточина је повезана са Београдом, Крагујевцом, Великом Планом, Јагодином, Смедеревском Паланком, Свилајнцем, Рачом и другим градовима.
На територији баточинске општине отпочео је са радом линијски путнички правац 1960. године када је успостављена прва редовна аутобуска линија Крагујевац-Баточина-Лапово. Аутобуска станица у Баточини је изграђена 3. септембра 1975. године. Укупна дужина категорисаних путева у 1994. години на територији баточинске општине износила је 74 km. У току је изградња ауто-пута од Крагујевца до Баточине, који ће дуж 15 km пролазити кроз општину Баточина.
Дужина железничке пруге са једним колосеком Лапово-Крагујевац износи око 14,3 km кроз територију општине, а дужина електричне железничке пруге са два колосека Београд-Ниш на територији општине износи око 5,2 km.
Баточина је поседовала пошту средином 19. века. Она је била смештена у конаку кнеза Милоша Обреновића. Село Бадњевац је 1939. године добило пошту која је била смештена у малој кући Миће Срећковића. Ту је остала и после Другог светског рата све док није направљена зграда за пошту. Пошта у Бадњевцу је обухватала села Сипић, Мало Крчмаре, Велико Крчмаре, Жировницу, Градац и Никшић. Тренутно у Баточини се налази једна пошта, а у месним заједницама ван Баточине налазе се поште у Брзану, Бадњевцу и уговорне поште у Жировници и Милатовцу.

### Туризам
Манастир Грнчарица се налази у Прњавору, који је раније носио назив Грнчарица према истоименом манастиру. Према предању сматра се да га је подигао Краљ Драгутин крајем тринаестог или почетком четрнаестог века. Међутим према запису изнад самог улаза у манастир је запис који сведочи да је подигнут у шеснаестом веку за време владавине Сулејман I Величанственог. Манастир је неколико пута паљен. Знамо да је спаљен у време Кочине крајине, а да је последњи пут је страдао за време Другог светског рата. После Другог светског рата је потпуно обновљен. Животопис и иконостас су новији, а нови конак је изграђен 1980. године.
У Брзану се налази црква брвнара која је саграђена 1822. године и која је служила све до 1928. када је сазидана данашња црква. Стара црква брвнара је као историјски споменик културе под заштитом државе. Њу је градио мајстор Јован који је такође саградио Манастир Покајницу. Иконостас је насликао мајстор Јован Јања 1829—1830. године са великом позлатом.
Праисторијска пећина и средњовековни град у Грацу проглашени су културним добром од великог значаја. На Јеринином брду евидентирана је палеолитска пећина, остаци античког утврђења, остаци мање цркве са лонгитудиналном основном и полукружном апсидом. Наведени локалитет је делимично истражен и то само на подручју цркве, па је неопходно истраживање града.

#### Спомен обележја на територији општине Баточина
- Споменик жртвама Првог и Другог светског рата у Бадњевцу
- Спомен-чесма посвећена борцима из Првог светског рата у Доброводици
- Црква брвнара из 19. века и споменик жртвама из Првог светског рата и НОБ-а у Брзану
- Споменик жртвама НОБ-а у Црном Калу
- Споменик жртвама НОБ-а у Кијеву
- Споменик погинулим војницима црвене армије у Баточини[46]

#### Археолошка налазишта на територији општине Баточина
- Градац — Јеринино брда (палеолит, неолит, антика, средњи век)
- Горња Баточина — Донић брдо (средњи век)
- Бадњевац — Смрдан (неолит)
- Бадњевац — Шупљаја (средњи век)
- Бадњевац — Виногради: (и бронзано Гвоздено доба)
- Црни Као — Саставци (неолит, римско доба)
- Горња Баточина — Манастир Сурчинак (средњи век)
- Кијево — Дрвник (гвоздено доба и средњовековна некропола)
- Милатовац — Црквине (античко доба)
- Прњавор — Манастир Грнчарица, грнчар кућа (гвоздено доба)[47]

## Школство
У Баточини постоји дечји вртић, који је основан 1978. Данашњи назив „Полетарац“ је добио 1992. године.
У Баточини постоји основна школа „Свети Сава“. Школа је садашње име добила 1992, а до тада се звала „14. октобар“. Њој територијално припадају издвојене четвороразредне школе у Кијеву, Доброводици и Црном Калу; издвојена осморазредна школа у Бадњевцу којој територијално припадају четвороразредне школе у Жировници, Милатовцу и Прњавору, и издвојена осморазредна школа у Брзану којој територијално припада четвороразредна школа у насељу Солило у Брзану.
Такође у месту постоји и средња школа „Никола Тесла“ која је основана 1977.

## Здравство
Према казивању старијих мештана општине Баточина, још давне 1924. године први приватни лекар који је лечио људе у Баточини био је Др Павле Туцаковић. Он је све до краја Другог светског рата, до 1945. године спроводио приватну лекарску праксу, да би убрзо по ослобођењу била формирана државна здравствена установа — Здравствена станица Баточина. Садашњи дом здравља у Баточини грађен је осамдесетих година 20. века, а свечано је усељена крајем 1987. године. Зграда Диспанзера за жене и децу, изграђена је 1976. године, а њена надградња, у коме су Диспанзер за жене и дечја лабораторија, завршена је 2002. године.
У саставу дома здравља су и сеоске амбуланте у Бадњевца и Брзану, које функционишу од 1964, односно 1970. године.

## Култура

### Културни центар „Доситеј Обрадовић“
Дом културе у Баточини је основан 22. децембра 1976. године под називом „Душан Петровић Шане“. Дом културе „Душан Петровић — Шане“ се 1990. године издваја из Месне заједнице Баточина и постаје самостална установа, а две године касније мења назив у Културни центар „Доситеј Обрадовић“. Културни центар „Доситеј Обрадовић” сваке јесени организује Смотру фолклорних ансамбала, периодичне изложбе слика и ручних радова, промоцију књига, позоришне представе, приредбе и концерте.

### Народна библиотека „Вук Караџић“
Корени библиотекарства у Баточини налазе се још 1890. године када се у Баточини формира читаоница. Формирана читаоница је претеча будуће Народне библиотеке. Народна библиотека „Вук Стефановић Караџић“ је основана 1965. године. Поседује преко тридесет хиљада књига. Постоје њени огранци у Брзану и Бадњевцу.

### Манифестације у општини Баточина
- Такмичење у говорништву

Одржава се једном годишње. Одржава се од 2005. године Такмичари су ученици нижих и виших разреда основне школе из Баточине. Такмичари беседе на једну од задатих тема. Жири сачињавају познати драмски уметници и професори српског језика и књижевности. Циљ такмичења је неговање културе усменог изражавања ученика.
- Клинцијада

Одржава се у мају месецу, почев од 2005. године. Манифестација окупља децу узраста од 4 до 10 година.
- Прокопијси сабор 21. јула, најпосећенији догађај у општини Баточина.
- Сабор народног стваралаштва „Свети пророк Илија“

Одржава се од 1. до 3. августа у Брзану сваке године, почев од 1990. године. Манифестација окупља културно-уметничка друштва и фолклорне ансамбле из читаве Србије, који негују изворно народно стваралаштво. Такође одржавају се и ликовне колоније, песнички сусрети, изложбе ручних радова.
- Петровдански сабор

Одржава се у Бадњевцу. Негује изворно народно стваралаштво, фолклорне игре, песме и обичаје Шумадије. Окупља сва културно-уметничка друштва из општине Баточина, као и госте из свих крајева Србије.
- Обредни хлебови

Одржава се средином октобра, сваке године, почев од 2006. године, у организацији Културног центра „Доситеј Обрадовић“ и Удружења „Златне руке Баточине“. Манифестација окупља удружења ручне радиности из различитих крајева Србије. Поред хлебова који кроз историју прате обичаје Срба, излажу се ручни радови и стара српска јела.
- Гулашијада

Одржава се у Баточини у шуми Рогот.

## Верски објекти
У општини Баточина налазе се два манастира и осам цркава. Манастир Грнчарица је женски манастир Српске православне цркве, припада Епархији Шумадијској. Посвећен је Светом Николи. Налази се у селу Прњавору које је удаљено око 10 km од Баточине. По легенди манастир је подигнут за време краља Драгутина крајем XIII или почетком XIV века. Ипак вероватније је да је манастир Грнчарица саграђен средином XVI века, након обнове Пећке патријаршије.
Други манастир у општини је Манастир Доброводица који је мушки манастир и налази се у истоименом селу. Манастир је подигнут 2000. године. Сазидао га је садашњи Игуман Николај, родом из Доброводице, који је четрнаест и по година као искушеник провео на Светој гори. Освећен је од стране епископа зворничко тузланског Василија, администратора Епархије шумадијске 9. маја 2002. године.
Најстарија црква у општини је Црква брвнара у Брзану. Црква брвнара је саграђена 1822. године уз помоћ кнеза Милоша Обреновића и служила је све до 1928. када је сазидана данашња црква. Богата је иконама и фрескама. Иконостас је насликао мајстор Јован Јања 1829—1830. године са великом позлатом. Црква је служила све до 1928. године када је саграђена садашња црква посвећена посвећена Светом Илији.
Баточина као центар општине такође има цркву посвећену Рођењу Пресвете Богородице. Црква је саграђена педесетих година деветнаестог века. Црква Светих апостола Петра и Павла у Бадњевцу је грађена је у периоду од 1896. до 1903. године.
Православне богомоље се налазе и у Доброводици, Жировници, Кијеву. Најмлађа црква је у Црном Калу. Саграђена је 2007. године и посвећена је Светом Ђорђу.

## Спорт
У Бадњевцу је прву фудбалску лопту донео 1922. године студент Богосав Драгојевић из аустријског Граца. До 1942. године клуб се звао Бадњевац, а од тада до 1944. носи име Лепеница, а потом Омладинац. У периоду од 1950. до 1952. године клуб се звао Задругар, а затим поново Омладинац до 1991. године када постаје професионални клуб под својим првим именом ФК Бадњевац. Прво званично игралиште клуб је добио после Другог светског рата. Године 1995. изграђен је стадион који прима око 8.000 места, има две покривене трибине и рефлекторе. Један је од најлепших сеоских стадиона у Србији, а и многи градови немају такав стадион. Најславнији период почео је почетком деведесетих. У сезони 1990/91. клуб је постао првак Шумадијске лиге, а следеће је био шампион и у Шумадијско-поморавској лиги па је такмичење наставио у Другој српској лиги. У сезони 1991/92 Бадњевчани постају прваци Друге српске лиге група центар, а у сезони 1992/93 у Српској лиги Запад освајају прво место. У јесен 1993. клуб је такође освојио прво место у II Б лиги. Највећи успех клуб је остварио у купу Југославије 1996. године када је стигао до полуфинала, али је укупним резултатом 3:2 након два меча елиминисан од Партизана. Бадњевац се у сезони 2019/20 такмичи у Међуопштинској лиги Рача−Баточина−Кнић, шестом такмичарском нивоу српског фудбала. У истом рангу тренутно се такмичи и Слога из Милатовца
Фудбалски клуб Слога је такође у прошлости имала успеха. Највиши успон и најбољи резултати Слоге везују се за период од 70-их до 90-их година 20. века када су успели да се изборе за статус српсколигаша, односно чланства у Другој српској лиги, група „Центар“. Данас се Слога такмичи у Подунавско-шумадијској зони у фудбалу, четвртом такмичарском нивоу српског фудбала.
У Шумадијској лиги, петом такмичарском нивоу српског фудбала играју ЖСК из Жировнице и Слога из Милатовца, а у последњем степену такмичења, општинској лиги Рача−Баточина учествује Младост из Црног Кала и ФК Шумадинац 2018 из Брзана.
У вароши се такмичи кошаркашки клуб Слога који је некада играо Прву српску лигу, а данас се такмичи у Другој српској лиги, група Запад 2. У овом клубу су поникли Урош Николић и Андреја Милутиновић. Данас клуб ради само са млађим селекцијама.
Од 2016. године са радом је почео и женски одбојкашки клуб Слога 2016 Баточина који се такмичи у Међурегионалној лиги Крагујевац, петом такмичарском нивоу.

## Међународна сарадња
- Јужноморавски крај

## Познате личности
- Димитрије Парезан, (Брзан ? — Делиград 1813) војвода, један од вођа у првом српском устанку
- Борисав Јовић, (Никшић, 19. октобар 1928 — Београд, 13. септембар 2021) политичар, председник Председништва СФРЈ у периоду 1990—1991.
- Предраг Гојковић Цуне (Брзан, 6. новембар 1932 — Београд, 21. јул 2017), певач народних песама
- Слађан Ђорђевић, (2. март 1965 — ) генерал-мајор
- Драган Владисављевић, (15. јун 1962 — ) бригадни генерал Војске Републике Србије
- Јеремија Д. Митровић, (Брзан, 15. август 1910 — Београд, 29. октобар 2011) био историчар, универзитетски предавач, библиограф и библиотекар.
- Рафаило Стевановић (Кијево, 26. септембар 1886 — манастир Жича, 6. март 1937), архимандрит, проигуман манастира Хиландар
- Урош Николић, (24. априла 1987 — ) кошаркаш
- Андреја Милутиновић, (5. август 1990 — ) кошаркаш
- Славољуб Кизић, (16. августа 1971 — ) фудбалер и тренер
- Зоран Панић, бивши фудбалер

## Галерија
- Црква Рођења Пресвете Богородице у Баточини
- Фабрика Стражевица
- Стамбени објекти у Баточини
- Стамбени објекти у Баточини
- Поглед на један део Баточине
- Стадион у Баточини
- Шеталиште у Баточини под снегом
- Шеталиште у Баточини под снегом (ноћу)
- Црква Светог Петра и Павла у Бадњевцу
- Река Лепеница у Грацу
- Црква у Доброводици
- Поглед на Жировницу
- Црква Свете Тројице у Кијеву
- Споменик из народноослободилачке борбе у Кијеву
- Основна школа „Свети Сава“ у Кијеву
- Основна школа „Свети Сава“ у Милатовцу
- Основна школа „Свети Сава“ у Црном Калу
- Црква Светог Ђорђа у Црном Калу
- Основна школа „Свети Сава“ у Доброводици
- Некадашња школа у Грацу
- Црква Светог пророка Илије у Брзану
- Дечји вртић Полетарац у Брзану
- Стара Основна школа у Брзану саграђена 1902. године
- Основна школа „Свети Сава“ у Брзану
- Црква Свете Ане у Жировници